# Диавара, Адама
Адама Диавара (фр. Adama Diawara; род. 12 августа 1960, Абиджан) — ивуарийский государственный деятель, министр высшего образования и научных исследований (с 2020).

## Биография
Родился 12 августа 1960 года в Абиджане, Кот д’Ивуар. В 1980 году окончил классическую высшую школу в своём родном городе и, получив степень бакалавра, поступил на физико-математический факультет в Университет Феликса-Уфуэ-Буаньи, где в 1985 году получил степень магистра. После этого он продолжил обучение в Университете Блеза Паскаля, а затем посещал курсы, организованные при содействии Национального института сельскохозяйственных исследований во Франции, где получил степень доктора наук по физике атмосферы.
После окончания обучения Диавара вернулся в свой родной университет, где преподавал на факультете технологических наук и был сотрудником лаборатории физики атмосферы и механики жидкости. Кроме того, в середине 2000-х годов он непродолжительное время работал членом комитета по планированию и организации работы в министерстве высшего образования и научных исследований. 
В июне 2011 года Диавара был назначен советником президента страны по вопросам организации образования и научных исследований, а также являлся членом администрации премьер-министра в должности советника по образованию, профессиональной подготовке и занятости населения. 13 мая 2020 года Диавара получил портфель министра высшего образования и научных исследований в кабинете Амаду Гона Кулибали, сохранив пост в следующих правительствах страны.